# Irygacja (medycyna)
Irygacja (łac. irrigatio) – w medycynie termin ten oznacza przepłukiwanie ran lub jam ciała (np. nosowej, ustnej, całego jelita, okrężnicy, pęcherza moczowego, pochwy). Płukanie wykonuje się za pomocą irygatora, najczęściej używając do tego celu wody, płynu fizjologicznego, glicyny, roztworów antyseptycznych lub roztworów leków.